# Villagonzalo
Villagonzalo è un comune spagnolo di 1 368 abitanti situato nella comunità autonoma dell'Estremadura.